# Barychelus
Barychelus – rodzaj pająków z infrarzędu ptaszników i rodziny Barychelidae. Obejmuje 5 opisanych gatunków. Zamieszkują Nową Kaledonię.

## Taksonomia
Rodzaj ten wprowadził w 1889 roku Eugène Simon jako takson monotypowy, obejmujący tylko opisanego w tej samej publikacji Barychelus badius. W 1924 roku Lucien Berland umieścił w tym rodzaju drugi gatunek, Barychelus rouxi, został on jednak przeniesiony w 1994 roku do rodzaju Barycheloides. W tej samej publikacji Raven opisał nowy gatunek rodzaju, Barychelus complexus.

## Morfologia
Samice osiągają od 17 do 28 mm długości ciała, samce pozostają nieznane nauce. Wymiary samic B. badius są największymi spośród nowokaledońskich ptaszników. Karapaks jest w zarysie jajowaty o łukowatej części głowowej, ubarwiony pomarańczowobrązowo, owłosiony brązowo lub srebrzyście. Ośmioro oczu umieszczonych jest na wyraźnie wyniesionym wspólnym wzgórku. Nadustek nie występuje. Szczękoczułki są szerokie, przysadziste, pomarańczowobrązowe lub rudobrązowe. Występuje rastellum w formie kolczastego wyrostka ulokowanego w wewnętrznym kącie szczękoczułka. Szczękoczułek ma szereg silnych zębów na krawędzi przedniej bruzdy oraz pasmo małych ząbków i ziarenek w środkowej części bruzdy sięgające od nasady do połowy jej długości. Duże szczęki mają w kątach dolno-wewnętrznych po kilka kuspuli oddalonych od siebie na odległości nie mniejsze niż dwukrotność ich średnicy. Warga dolna jest szeroka i pozbawiona kuspuli. W szerokim szwie między wargą dolną a sternum leży para podługowatych guzków. Kształt sternum jest sercowaty, a jego część zaszwowa jest tak szeroka, jak długa. Tylna para miejsc przyczepu mięśni (sigillae) na sternum ma duże rozmiary, owalny kształt i styczna do jego brzegów. Odnóża są przysadziste, kolczaste, ubarwione pomarańczowobrązowo i obrączkowane. Stopy mają wydatne przypazurkowe kępy włosków oraz wystające poza nie pazurki o pojedynczym szeregu ząbków lub bezzębne. Opistosoma (odwłok) jest z wierzchu brązowa z białym nakrapianiem, od spodu jasna z niewielkimi, brązowymi plamami. Występuje tylko jedna para dużych kądziołków przędnych – mająca kopulasto sklepiony segment szczytowy tylno-boczna. Kądziołki tylno-środkowe są całkowicie zanikłe. Genitalia samicy mają dwie spermateki o szerokich płatach nasadowych i wąskich płatach przednich.

## Zachowanie i występowanie
Pająki te zamieszkują lasy deszczowe. Należą do drapieżników polujących z ukrycia. Budują krótkie podziemne norki z jednym wejściem zamkniętym grubą zatyczką.
Rodzaj ten występuje endemicznie w północno-środkowej części Nowej Kaledonii. B. badius znany jest tylko z okolic Koné w Prowincji Północnej. B. complexus wykazany został z kolei tylko z Col des Rousettes w środkowej części wyspy, gdzie współwystępuje z Barycheloides chiropterus.